# Johan Svensson Rothman
Johan Svensson Rothman, född 1630 i Södra Rottne socken, död 1695 i Karlskrona, var en svensk läkare.
Johan Rothman var son till läkaren Sveno Jonæ. Han erhöll av fadern undervisning i läkekonst, blev student vid Uppsala universitet 1658, läste medicin och uppträdde redan 1659 som läkare men anklagades av konsistoriet för försäljning av medikamenter och fick varning. Han disputerade i Uppsala 1662, reste 1667 till England, studerade medicin och kemi vid Oxfords universitet och fick tillstånd att undervisa där i kemi. Efter att ha rest till Portugal vandrade han därifrån genom Spanien och Frankrike till Holland, varunder han försörjde sig genom att bereda kemiska medikamenter. Han återkom 1670 till Sverige, drev läkarpraktik i Stockholm och promoverades 1681, som den ende i Uppsala under hela 1600-talet till medicine doktor. Han avböjde 1674 en kallelse till en professur i medicin i Lund och var amiralitetsmedicus i Karlskrona 1679–1691. Rothman har av samtiden skildrats som "underlig och ostadig till sinnes", men som lärd och kunnig läkare med stort anseende och vidsträckt praktik. Det av honom använda och under långa tiden i folkmedicinen allmänt brukade Rothmans slagvatten, ansågs vara sammansatt efter hans faders hemliga farmakopé.